# Руслан (газета)
«Руслан» — християнсько-суспільний щоденник консервативного народовецького напряму, орган заснованого О. Барвінським і А. Вахнянином у 1896 році Католицького Русько-Народного Союзу, що був перейменований у 1911 році на Християнсько-суспільну партію.
Виходив у Львові у 1897—1914 під керівництвом О. Барвінського.
Редакторами «Руслана» були Т. Барановський (1897), С. Кульчицький (1897—1898), Л. Лопатинський (1898—1907), С. Ґорук (1907—1914), В. Барвінський (1914).
У «Руслані» співпрацювали визначні галицькі літературні і громадський діячі, серед яких У. Кравченко, А. Крушельницький, Б. Лепкий, О.Маковей, К. Студинський, В. Щурат, а з підросійської України — О. Кониський, І. Нечуй-Левицький, М.Старицький.